# Zwemmen op de Olympische Zomerspelen 2016 – 4×100 meter vrije slag vrouwen
De 4×100 meter vrije slag vrouwen op de Olympische Zomerspelen 2016 vond plaats op 6 augustus 2016, series en finale. Omdat het zwembad waarin de wedstrijd gehouden werd 50 meter lang is, bestond de race uit acht baantjes. Na afloop van de series kwalificeren de acht snelste ploegen zich voor de finale. Regerend olympisch kampioen was Australië.

## Records
Voorafgaand aan het toernooi waren dit het wereldrecord en het olympisch record.
| Wereldrecord     | Australië Bronte Campbell Melanie Schlanger Emma McKeon Cate Campbell    | 3.30,98 | Glasgow | 24 juli 2014 |
| Olympisch record | Australië Alicia Coutts Cate Campbell Brittany Elmslie Melanie Schlanger | 3.33,15 | Londen  | 28 juli 2012 |

## Uitslagen

### Series
| Rang | Namen                                                                    | Land             | Serie | Baan | Tijd    | Bijz. |
| ---- | ------------------------------------------------------------------------ | ---------------- | ----- | ---- | ------- | ----- |
| 1    | Madison Wilson Brittany Elmslie Bronte Campbell Cate Campbell            | Australië        | 2     | 4    | 3.32,39 | Q, OR |
| 2    | Amanda Weir Lia Neal Allison Schmitt Katie Ledecky                       | Verenigde Staten | 2     | 5    | 3.33,59 | Q     |
| 3    | Sandrine Mainville Chantal van Landeghem Michelle Williams Taylor Ruck   | Canada           | 2     | 3    | 3.33,84 | Q     |
| 4    | Erika Ferraioli Silvia di Pietro Aglaia Pezzato Federica Pellegrini      | Italië           | 1     | 3    | 3.35,90 | Q     |
| 5    | Inge Dekker Marrit Steenbergen Maud van der Meer Femke Heemskerk         | Nederland        | 1     | 4    | 3.35,94 | Q     |
| 6    | Michelle Coleman Louise Hansson Ida Lindborg Sarah Sjöström              | Zweden           | 1     | 5    | 3.36,42 | Q     |
| 7    | Miki Uchida Rikako Ikee Misaki Yamaguchi Yayoi Matsumoto                 | Japan            | 1     | 2    | 3.36,74 | Q     |
| 8    | Béryl Gastaldello Charlotte Bonnet Mathilde Cini Anna Santamans          | Frankrijk        | 2     | 2    | 3.36,85 | Q     |
| 9    | Zhu Menghui Sun Meichen Tang Yi Shen Duo                                 | China            | 1     | 6    | 3.37,25 |       |
| 10   | Veronika Popova Viktoria Andrejeva Rozalja Nasretdinova Natalja Lovtsova | Rusland          | 2     | 7    | 3.37,68 |       |
| 11   | Larissa Oliveiro Etiene Medeiros Daynara de Paula Manuella Lyrio         | Brazilië         | 2     | 6    | 3.39,40 |       |
| 12   | Pernille Blume Julie Kepp Jensen Sarah Bro Mie Nielsen                   | Denemarken       | 1     | 7    | 3.39,45 |       |
| 13   | Fatima Gallardo Marta Gonzalez Patricia Castro Melanie Costa             | Spanje           | 2     | 1    | 3.40,46 |       |
| 14   | Maria Ugolkova Sasha Touretski Danielle Villars Noémi Girardet           | Zwitserland      | 2     | 8    | 3.41,02 |       |
| 15   | Katarzyna Wilk Alicja Tchorz Aleksandra Urbanczyk Anna Dowgiert          | Polen            | 1     | 1    | 3.41,43 |       |
| 16   | Keren Siebner Zohar Shikler Amit Ivry Andrea Murez                       | Israël           | 1     | 8    | 3.41,97 |       |

### Finale
| Rang   | Namen                                                                  | Land             | Baan | Tijd    | Bijz. |
| ------ | ---------------------------------------------------------------------- | ---------------- | ---- | ------- | ----- |
| Goud   | Emma McKeon Brittany Elmslie Bronte Campbell Cate Campbell             | Australië        | 4    | 3.30,65 | WR    |
| Zilver | Simone Manuel Abbey Weitzeil Dana Vollmer Katie Ledecky                | Verenigde Staten | 5    | 3.31,89 |       |
| Brons  | Sandrine Mainville Chantal Van Landeghem Taylor Ruck Penelope Oleksiak | Canada           | 3    | 3.32,89 |       |
| 4      | Marrit Steenbergen Femke Heemskerk Inge Dekker Ranomi Kromowidjojo     | Nederland        | 2    | 3.33,81 |       |
| 5      | Michelle Coleman Sarah Sjöström Ida Marko-Varga Louise Hansson         | Zweden           | 7    | 3.35,90 |       |
| 6      | Erika Ferraioli Silvia di Pietro Aglaia Pezzato Federica Pellegrini    | Italië           | 6    | 3.36,78 |       |
| 7      | Béryl Gastaldello Charlotte Bonnet Mathilde Cini Anna Santamans        | Frankrijk        | 8    | 3.37,45 |       |
| 8      | Miki Uchida Rikako Ikee Misaki Yamaguchi Yayoi Matsumoto               | Japan            | 1    | 3.37,98 |       |